# 嘉義縣朴子市松梅國民小學
23°24′40″N 120°15′03″E / 23.411026°N 120.250833°E
嘉義縣朴子市松梅國民小學（簡稱松梅國小）為位於嘉義縣朴子市的國民小學，其最初為日治時期1913年創立公學校分校。校園南側有一處嘉義縣歷史建築「原牛挑灣公學校校長宿舍」，為松梅國小內保存年代最久的建築，為朴子區域內小學校校長宿舍建築遺留到國民時期的少數實證。

## 校史
南勢竹及牛挑灣地區在公學校設立以前，學生大多前往樸仔腳公學校（今朴子國小）、鹽水港公學校（今鹽水國小）就學；由於交通上的不便，布袋嘴區長蔡乃誠、南勢竹區長陳登財、樸仔腳區長黃楷侯於1913（大正二年）年3月向嘉義廳長請願設置樸仔腳公學校分校。於是在同年4月7日，「樸仔腳公學校南勢竹分校」經准許設立，最初借用牛挑灣教會作為臨時教室。1915年（大正四年）6月9日， 學校遷到牛挑灣庄，並改稱「樸仔腳公學校牛挑灣分校」，校舍則在同年11月25日完工，是由地方民眾捐獻7,000圓，並設有校舍、事務室和宿舍，至1917年（大正六年）4月1日獨立創校為「牛挑灣公學校」。1919年4月1日，修業年限從四年改為六年。由於校舍空間不足，在1921年1月，增設了有兩間教室的校舍、宿舍1棟和倉庫1棟，並於同年5月1日設立「東後寮分離教室」（今義竹鄉光榮國小）。至1937年3月之統計，牛挑灣公學校於當時的學生有男生242人，女生66人，共計308人並編成五個年級。1941年，改制為「牛挑灣國民學校」，當時地址為臺南州東石郡義竹庄牛挑灣621番地。
二戰後，學校於1946年2月改為「台南縣義竹鄕第二國民學校」，於1946年2月改為「台南縣義竹鄕松梅國民學校」。後因行政區調整，於1950年10月改為「嘉義縣義竹鄕松梅國民學校」，於1962年10月改為「嘉義縣朴子鎮松梅國民學校」。1968年8月，因九年國民教育實施而改名為「松梅國民小學」。

## 原牛挑灣公學校校長宿舍
松梅國小校園內日式校長官舍建築為1915年（日治大正四年）11月25日落成，其屋身採磚木混合造建築，為地上一層構造，建築物主體採用高級檜木所建造。由於此建築物見證了嘉義縣海線自日治時期至今的社區教育過程，在2004年被登錄為嘉義縣歷史建築。2005年間陳明文縣長多次親臨勘查後，極力爭取經費並指示朴子市公所規劃修復，進行校園修護工作，基座四周為防蛇，採用抿石子的方式圍起來，仍留部分通風口，整修時仍保留建物原檜木主結構、地板、天花板、部份拉門仍為舊結構，並賦予這棟歷史建築新生命、提供全新之功能。
其於修復完工後命名「三友學堂」供社區藝文園地活動場所，為台灣早期活化閒置空間的案例之一。目前功能包含藝文展演解說、親職教育、會議研討等設施。本場所的名稱是運用「歲寒三友」、「益者三友」的意涵，延續既有的教育學習功能。